# Eliminatórias para o Campeonato Africano das Nações de 2025 – Grupo I
O Grupo I das Eliminatórias para o Campeonato Africano das Nações de 2025 foi um dos doze grupos que definiram as equipes que se classificaram para o Campeonato Africano das Nações de 2025. Participaram quatro seleções: Essuatíni, Guiné-Bissau, Mali e Moçambique.

## Classificação
| Pos | Equipe       | Pts | J | V | E | D | GP | GC | SG  | Classificado                           |  |     |     |     |     |
| --- | ------------ | --- | - | - | - | - | -- | -- | --- | -------------------------------------- |  | --- | --- | --- | --- |
| 1   | Mali         | 14  | 6 | 4 | 2 | 0 | 10 | 1  | +9  | Campeonato Africano das Nações de 2025 |  | —   | 1–1 | 1–0 | 6–0 |
| 2   | Moçambique   | 11  | 6 | 3 | 2 | 1 | 9  | 5  | +4  | Campeonato Africano das Nações de 2025 |  | 0–1 | —   | 2–1 | 1–1 |
| 3   | Guiné-Bissau | 5   | 6 | 1 | 2 | 3 | 4  | 6  | −2  | Eliminado                              |  | 0–0 | 1–2 | —   | 1–0 |
| 4   | Essuatíni    | 2   | 6 | 0 | 2 | 4 | 2  | 13 | −11 | Eliminado                              |  | 0–1 | 0–3 | 1–1 | —   |

## Partidas
| 5 de setembro de 2024 | Guiné-Bissau | 1 – 0     | Essuatíni | Estádio 24 de Setembro, Bissau |
| 16:00 (UTC+0)         | Burá 14'     | Relatório |           | Árbitro: BEN Raphiou Ligali    |

| 6 de setembro de 2024 | Mali         | 1 – 1     | Moçambique | Estádio do 26 de Março, Bamaco                     |
| 19:00 (UTC+0)         | Bissouma 52' | Relatório | Catamo 37' | Público: 49 000 Árbitro: CHA Alhadi Allaou Mahamat |

| 10 de setembro de 2024 | Essuatíni | 0 – 1     | Mali        | Estádio Mbombela, Nelspruit (África do Sul) |
| 15:00 (UTC+2)          |           | Relatório | Bissouma 7' | Árbitro: RWA Jean-Claude Ishimwe            |

| 10 de setembro de 2024 | Moçambique           | 2 – 1     | Guiné-Bissau | Estádio do Zimpeto, Maputo         |
| 15:00 (UTC+2)          | Guima 5' · Elias 73' | Relatório | Baldé 24'    | Árbitro: DJI Mohamed Diraneh Guedi |

| 11 de outubro de 2024 | Moçambique | 1 – 1     | Essuatíni  | Estádio do Zimpeto, Maputo       |
| 15:00 (UTC+2)         | Ratifo 73' | Relatório | Mavuso 80' | Árbitro: CGO Jean Pierre Nguiene |

| 11 de outubro de 2024 | Mali      | 1 – 0     | Guiné-Bissau | Estádio do 26 de Março, Bamaco |
| 19:00 (UTC+0)         | Touré 62' | Relatório |              | Árbitro: RWA Samuel Uwikunda   |

| 14 de outubro de 2024 | Essuatíni | 0 – 3     | Moçambique                              | Estádio Mbombela, Nelspruit (África do Sul) |
| 21:00 (UTC+2)         |           | Relatório | Domingues 11' · Ratifo 41' · Catamo 59' | Público: 815 Árbitro: SSD Ring Nyier        |

| 15 de outubro de 2024 | Guiné-Bissau | 0 – 0     | Mali | Estádio 24 de Setembro, Bissau |
| 16:00 (UTC+0)         |              | Relatório |      | Árbitro: BFA Jean Ouattara     |

| 15 de novembro de 2024 | Essuatíni    | 1 – 1     | Guiné-Bissau | Estádio Mbombela, Nelspruit (África do Sul) |
| 18:00 (UTC+2)          | Mkhontfo 81' | Relatório | Mané 87'     | Árbitro: CMR Abdou Mefire                   |

| 15 de novembro de 2024 | Moçambique | 0 – 1     | Mali           | Estádio do Zimpeto, Maputo  |
| 18:00 (UTC+2)          |            | Relatório | K. Doumbia 19' | Árbitro: KEN Dickens Mimisa |

| 19 de novembro de 2024 | Mali                                                            | 6 – 0     | Essuatíni | Estádio do 26 de Março, Bamaco                 |
| 16:00 (UTC+0)          | Touré 7' · Nene 17', 23', 76' · K. Doumbia 42' · M. Doumbia 42' | Relatório |           | Público: 8 000 Árbitro: NIG Mohamed Ali Moussa |

| 19 de novembro de 2024 | Guiné-Bissau | 1 – 2     | Moçambique            | Estádio 24 de Setembro, Bissau |
| 16:00 (UTC+0)          | Beto 42'     | Relatório | Langa 9' · Ratifo 52' | Árbitro: NGA Joseph Ogabor     |